# Arthur B. Rubinstein
Arthur Benjamin Rubinstein (Brooklyn, 31 maart 1938 - Los Angeles, 23 april 2018) was een Amerikaans componist en dirigent. 

## Biografie
Rubinstein werd geboren op 31 maart 1938 in Brooklyn (New York). Hij groeide op in New York, studeerde aan de High School of Music & Art en behaalde zijn Bachelor of Music aan de Yale-universiteit.
In de jaren zeventig was hij muzikaal directeur van een aantal Broadway-musicals, waaronder Jesus Christ Superstar en A Chorus Line. In deze periode begon hij ook met het componeren van theatermuziek.
In 1980 verhuisde hij naar Los Angeles, waar hij muziek componeerde voor meer dan 300 films en televisieprogramma's. Hij werd vaak ingehuurd door filmregisseur John Badham, en zijn meeste filmmuziek is te vinden in Badhams werk, waaronder Whose Life Is It Anyway? (1981), WarGames (1983), Blue Thunder (1983), Stakeout (1987), The Hard Way (1991), Another Stakeout (1993) en Nick of Time (1995). Zijn muziek voor de CBS-televisiereeks Scarecrow and Mrs. King leverde hem in 1986 een Emmy Award op voor "Beste Muziekcompositie in een Serie".
Hij was gastdocent filmcompositie aan de University of Southern California hielp bij het opstarten van de afdeling filmmuziek aan het Sundance Institute.
In 1993 richtte Rubinstein samen met zijn vrouw Symphony In The Glen op. In de twintig jaar dat ze actief waren, gaven ze meer dan 40 gratis klassieke concerten aan meer dan 60.000 gezinnen en kinderen in Los Angeles.
Rubinstein was getrouwd met Barbara Ferris. Het paar had een dochter, Alexandra Nan Rubinstein. Hij overleed op 23 april 2018 in Los Angeles aan kanker op 80-jarige leeftijd.

## Filmografie (selectie)

### Films
- 1978: The Great Bank Hoax
- 1981: On the Right Track
- 1981: Whose Life Is It Anyway?
- 1982: Not Just Another Affair (televisiefilm)
- 1983: Blue Thunder
- 1983: WarGames
- 1983: Deal of the Century
- 1985: Lost in America
- 1986: The Best of Times
- 1987: Stakeout
- 1987: Love Among Thieves (televisiefilm)
- 1991: The Hard Way
- 1991: Fatal Friendship (televisiefilm)
- 1991: Crazy from the Heart (televisiefilm)
- 1992: Secrets (televisiefilm)
- 1993: Another Stakeout
- 1993: Les audacieux (televisiefilm)
- 1995: Nick of Time
- 1996: Dead Man’s Island (televisiefilm)
- 1997: The Princess Stallion (televisiefilm)
- 1997: The Ruby Ring (televisiefilm)
- 2000: The Last Debate (televisiefilm)
- 2001: Face Value (televisiefilm)

### Televisieseries
- 1978–1979: Flying High (5 afleveringen)
- 1982–1983: Bring ’Em Back Alive (15 afleveringen)
- 1983–1987: Scarecrow and Mrs. King (50 afleveringen)